# A Bad Little Good Man
A Bad Little Good Man è un cortometraggio muto del 1917 diretto da William Beaudine. Basato su un soggetto di King Vidor (che poi sarebbe diventato uno dei nomi più illustri del cinema hollywoodiano), il film fu prodotto dalla Nestor Film Company e distribuito dalla Universal Film Manufacturing Company.

## Produzione
Il film fu prodotto dalla Nestor Film Company.

## Distribuzione
Il copyright del film venne registrato il 19 ottobre 1917. Distribuito dall'Universal Film Manufacturing Company, il cortometraggio uscì nelle sale cinematografiche statunitensi il 29 ottobre 1917.